# 五虎唱片
五虎唱片公司（1964年 －1970年代），是一家曾經活躍於1960年代的台語流行歌曲唱片公司，五虎成立之初是以｢雷虎｣為名。1964年至1970年之間發行大量台語流行歌曲唱片，捧紅了郭大誠、葉啟田、黃西田、陳芬蘭、尤雅、陳淑樺等歌手。 
2001年初知名廣播人且是五虎唱片創辦人的周進升將早期雷虎與五虎商標發行的台語歌曲整理，發行一套15張CD唱片的紀念專輯。

## 外部連結
- 五虎唱片的Facebook專頁